# William Seabrook
William Buehler Seabrook, né le 22 février 1886 à Westminster dans le Maryland, et mort le 20 septembre 1945 à Rhinebeck dans l'État de New York, est un explorateur, écrivain, journaliste et occultiste américain, surtout connu pour ses récits de voyageur.

## Biographie
William Seabrook commence sa carrière en tant que journaliste et rédacteur en chef de Augusta Chronicle en Géorgie, avant de cofonder une agence publicitaire à Atlanta.
En 1915, engagé volontaire, il rejoint l’American Field Service une unité de volontaires américains rattachés au 6ème corps de l'armée française, et participe à la Première Guerre mondiale en France. Il est gazé à Verdun en 1916, raison pour laquelle il est décoré de la Croix de Guerre. La même année, il est embauché comme journaliste pour le New York Times. Outre ses livres, Seabrook publie des articles dans des magazines populaires, dont Cosmopolitan, Reader's Digest et Vanity Fair.
Après la guerre, il entame une vie marquée par de nombreux voyages, que l'on peut qualifier d'aventures, si ce n'est qu'ils ont surtout une visée ethnologique. En 1924, il voyage en Arabie où il est accueilli avec hospitalité par diverses tribus de Bédouins et Yézidis. Le récit de ses voyages, Adventures in Arabia: among the Bedouins, Druses, Whirling Dervishes and Yezidee Devil Worshipers est publié en 1927.
Son livre a suffisamment de succès pour lui permettre de voyager à Haïti, où il découvre le vaudou et le Culte des Morts, qui sont décrits en détail dans un livre ethnologique, sorte de promenade initiatique à travers Haïti, intitulé The Magic Island,. À une époque où, aux États-Unis, la religion vaudou effrayait plus qu'elle n'intéressait, Seabrook est un des rares étrangers à avoir été réellement adopté par une communauté indigène de Haïti, ce qui lui a permis d'assister aux cérémonies du culte vaudou. Ce livre est souvent considéré comme le véritable introducteur de la figure du zombie dans la culture populaire, mais surtout il demeure un « classique » sur le sujet. Michel Leiris, qui fut l'un des premiers lecteurs de L'Île magique (dans la traduction française, préfacée par Paul Morand, qui fait de Seabrook une sorte de Cendrars américain, un Cendrars brutal), resta sa vie durant fasciné par ce texte « terrible ». Seabrook lui-même reviendra sur le sujet du culte vaudou dans Witchcraft: Its Power in the World Today (1940), un livre occulte évoquant aussi ses expériences de sorcellerie et magie blanche.
Dans son compte-rendu de L'Île magique, paru en novembre 1929 dans la revue Documents, Michel Leiris souligne la valeur littéraire (« un style remarquablement concret et vivant ») et ethnographique de l'ouvrage et précise que son auteur, « observateur consciencieux », est « le premier homme de race blanche initié aux mystères du Vaudou » ; et il ajoute : « Voici enfin un occidental “qui comprend”. Sans céder jamais au stupide préjugé de race, il se met de plain-pied avec les indigènes [...] Admirateur passionné de toutes les mystiques, il répugne à distinguer entre ces deux ordres de choses si voisins : mysticisme et érotisme. Ce qu'il voit avant tout, c'est le désir intense que devrait avoir tout homme de briser ses limites, quitte à se confondre avec les bêtes, les plantes, les minéraux, à s'abîmer dans la grande ombre du dehors, plus réelle et plus vivante que lui. »
Dans un autre article de la revue Documents (1930), Michel Leiris, qui se lia d'amitié avec Seabrook, fait ce rapprochement entre eux (qui constitue par ailleurs un des rares « portraits » en français de William Seabrook) : « Seabrook et moi aimons les nègres ; nous sommes l'un et l'autre passionnés d'occultisme (moi, en curieux, lui, en pratiquant) ; mais surtout nous sommes tous deux plus que sceptiques en ce qui concerne l'intérêt de la civilisation occidentale moderne, et pleinement convaincus qu'une des seules tâches valables qu'un homme puisse se proposer d'accomplir est l'abolition, par quelque moyen que ce soit (mysticisme, folie, aventure, poésie, érotisme...), de cette insupportable dualité établie, grâce aux soins de notre morale courante, entre le corps et l'âme, la matière et l'esprit. »
Jungle Ways (1930), traduit en français sous le titre Secrets de la jungle (1931), retrace l'ambiance des expéditions en Afrique au XIXe siècle, et montre la vie des Africains avec leurs coutumes et notamment la pratique du cannibalisme. Lors d'un voyage en Afrique de l'Ouest, vivant avec les Yacoubas de la Côte d'Ivoire et les Habbés de la région de Bandiagara, William Seabrook rencontre en effet une tribu d’anthropophages connue sous le nom de Guero. Les membres de cette communauté mangent leurs ennemis tués au combat. Les guerriers Guero lui expliquent que les parties les plus appréciées sont le dos, le foie, le cœur et le cerveau. Un guerrier lui avoue que, pour lui, la paume des mains est le meilleur morceau. Toutefois Seabrook ne fit pas alors l'expérience du cannibalisme, car les membres de cette tribu, méfiants, ne lui permirent pas de partager leurs traditions. Mais - ce que la postérité et les médias retiendront surtout de lui par la suite - Seabrook raconte qu'une fois revenu en France, il se procura un morceau de chair humaine auprès d’un interne de la Sorbonne. Seabrook déclare qu’il s’agissait d’un homme récemment mort mais qu'il n'avait pas été assassiné. Dans la villa du baron Gabriel des Hons, à Neuilly, il cuisine la viande en un ragoût accompagné de riz et la goûte : « Cela ressemblait à de la bonne viande de veau bien développé, pas trop jeune mais pas encore un bœuf. C’était indubitablement comme cela, et cela ne ressemblait à aucune autre viande que j’aie déjà goûtée. C’était si proche d’une bonne pièce de veau à pleine maturité qu'à mon sens, aucune personne dotée d’un palais ordinaire et d’une sensibilité normale n’aurait pu faire la différence. ».
Dans Air Adventure (1933), il décrit un voyage à bord d'un Farman avec le capitaine René Wauthier, un pilote célèbre  et Marjorie Muir Worthington, de Paris à Tombouctou. Le livre est rempli d'informations sur la vie coloniale française dans le Sahara et sur les pilotes en particulier.
En décembre 1933, Seabrook entre à sa demande dans un établissement psychiatrique à Bloomingdale dans le Comté de Westchester, près de New York, pour tenter de soigner son alcoolisme. Il y reste jusqu'en juillet 1934. Et en 1935, il publie le livre intitulé Asylum (traduit en français Un Ivrogne chez les fous), écrit comme un compte-rendu d'une expédition dans un pays étranger.
En 1935, William Seabrook épouse en France Marjorie Muir Worthington (1900-1976). En raison de son problème d'alcoolisme, sa femme finit par le quitter en 1941. Elle écrivit plus tard une biographie, The Strange World of Willie Seabrook, publiée en 1966.
Le 20 septembre 1945, il se suicide à Rhinebeck, État de New York, en prenant des somnifères..

### Livres
- Diary of Section VIII (1917)
- Adventures in Arabia (1927)
  - En français : Aventures en Arabie, trad. Gabriel Des Hons, Paris, Gallimard, 1933.
- The Magic Island (1929) sur manioc.org
  - En français : L'Île magique - Les mystères du Vaudou, trad. Gabriel Des Hons, avec une préface de Paul Morand, Paris, Firmin-Didot, 1929 ; rééd. sous le titre L'Île magique. En Haïti, terre du vaudou, Paris, Phébus, 1997. Nouvelle trad. France-Marie Watkins, Paris, Éditions J'ai lu, coll. « L'aventure mystérieuse », 1974
- Jungle Ways (1930)
  - En français : Secrets de la jungle, trad. Suzanne Flour, Paris, Éditions Jacques Baumont, 1931 ; rééd. Paris, Éditions Bernard Grasset, 1936.
- Air Adventure (1933)
  - En français : Aventure aérienne, trad. Alice Turpin, Paris, Grasset, 1933.
- The White Monk of Timbuctoo (1934)
  - En français : Yakouba - Le Moine Blanc de Tombouctou (1890-1930), trad. Gabriel Des Hons, Paris, Gallimard, 1936 - Rééd. Paris, Phébus, 1996.
- Asylum (1935)
  - En français : Un Ivrogne chez les fous, trad. Gabriel Des Hons, Paris, Gallimard, 1938.
- These Foreigners: Americans All (1938)
- Witchcraft: Its Power in the World Today (1940)
- Doctor Wood: Modern Wizard of the Laboratory (1941)
- No Hiding Place: An Autobiography (1942)

### Nouvelles
- Wow (1921)

### Sur William Seabrook
- Michel Leiris, « L'Île magique » (compte-rendu), Documents, novembre 1929, no 6, réédition intégrale en fac-similé par Jean Jamin, tome I, Paris, éditions Jean-Michel Place, coll. « Les Cahiers de Gradhiva », 1991, p. 334.
- Michel Leiris, « Le “caput mortuum” ou la femme de l'alchimiste », Documents, 1930, no 8, réédition intégrale en fac-similé par Jean Jamin, tome II, Paris, éditions Jean-Michel Place, coll. « Les Cahiers de Gradhiva », 1991, p. 461-466.
- (en) Marjorie Muir Worthington, The Strange World of Willie Seabrook, Harcourt, Brace & World, 1966.